# Thanh Thủy, Thanh Liêm
Thanh Thủy là một xã thuộc huyện Thanh Liêm, tỉnh Hà Nam, Việt Nam.

## Địa lý
Xã có vị trí nằm cạnh sông Đáy, phía đông là dãy núi đá vôi.

## Hành chính
Xã Thanh Thủy được chia thành 8 thôn: Bến, Đình Hậu, Đò, Đồng Ao, Lường Phượng, Ô Cách, Trung Thành, Trung Thứ.